# Долгопят-привидение
Долгопят-привидение, или восточный долгопят, или маки-домовой (лат. Tarsius tarsier) — вид приматов семейства долгопятовые.

## Классификация
Ранее вид был известен как Tarsius spectrum, однако в начале XXI века (Brandon-Jones et al. 2004, Groves 2005) учёные пришли к выводу, что Tarsius spectrum это младший синоним Tarsius tarsier.

## Описание
Глаза очень большие, соотношение величины глаза к величине тела самое большое среди всех млекопитающих. Голова круглая, шея короткая, морда плоская. Уши тонкие, безволосые. Шерсть мягкая, шелковистая, расцветка шерсти от серого до желтовато-серого. Брюхо и грудь светлее, чем спина. Хвост длинный, заканчивается кисточкой. Передние лапы достаточно короткие, задние очень длинные (отсюда название «долгопят»). Пальцы длинные и тонкие с уплощёнными подушечками, что улучшает хват. Все пальцы снабжены плоскими ногтями, за исключением второго и третьего на ногах, которые несут загнутые когти, используемые при груминге. Длина тела от 9,5 до 14 см, длина хвоста от 20 до 26 см. Вес самцов от 118 до 130 г, вес самок от 102 до 114 г.

## Распространение
Встречаются в Индонезии, на Сулавеси и прилегающих островах, считается, что популяция состоит из нескольких видов, которые будут описаны в будущем.
Населяют как первичные, так и вторичные леса, а также встречаются в мангровых зарослях, бамбуковых рощах, кустарниках и даже в городских садах.

## Поведение
Активны в основном ночью, обладают хорошим ночным видением. Из-за больших размеров глаза не могут вращаться в глазницах. Чтоб осмотреться, используют голову, которая способна поворачиваться на 180°. Кормятся исключительно животной пищей, такой как насекомые и мелкие позвоночные. Пищу добывают как на деревьях, так и на земле.
Образуют небольшие семейные группы, состоящие из самца, одной или двух кормящих самок и их потомства. Каждая группа защищает территорию размером около одного гектара. Размножение дважды в год, с апреля по май и с ноября по декабрь. Беременность длится около 190 дней, в потомстве один детёныш. Детёныши рождаются очень крупными, их длина составляет около трети от длины тела матери, что является рекордом среди млекопитающих. С первого дня новорождённые долгопяты могут карабкаться по ветвям и уже к 26 дням способны сами добывать пищу.

## Статус популяции
Международный союз охраны природы присвоил виду охранный статус «Уязвимый» ввиду того, что по оценкам на 2008 год площадь ареала сократилась более чем на 30 % за 20 лет (3 поколения). С 1990 по 2000 годы от 15 % до 26 % среды обитания было уничтожено и занято сельхозугодьями.